# Agence Spatiale Algérienne
Die Agence Spatiale Algérienne (Abkürzung: ASAL; arabisch الوكالة الفضائية الجزائرية, DMG al-Wikāla al-Fiḍāʾiyya al-Ǧazāʾiriyya) ist die Weltraumagentur des nordafrikanischen Staates Algerien. Sie wurde am 16. Januar 2002 in Bouzaréah, einer Vorstadt von Algier, gegründet.
Die algerische Weltraumagentur wirkt bei der Disaster Monitoring Constellation mit. Algerien arbeitet zudem in vielen anderen kosmischen Themenbereichen mit verschiedenen anderen Staaten (unter anderem Vereinigte Staaten von Amerika, Russland, Indien, China, Südafrika, Deutschland, Frankreich, Vereinigtes Königreich) und deren Weltraumorganisationen zusammen.
In Oran befindet sich das algerische Raumfahrtentwicklungszentrum Centre de développement spatial.
Der Direktor der Agentur ist General Azzedine Oussedik.

## Organisationseinheiten der ASAL
Die Agence Spatiale Algérienne besteht aus vier zentralen Bereichen, welche nachfolgend in englischer und französischer Sprache aufgelistet werden:
- Centre of Space Techniques (CTS) / Centre des Techniques Spatiales (CTS)
- Space Applications Centre (SAC) / Centre des Applications Spatiales (CAS)
- Satellite Development Center (SDC) / Centre de Développement des Satellites (CDS)
- Operating Systems Telecommunications (HKT) Centre / Centre d’exploitation des Systèmes de Télécommunications (CEST)

## Algerische Satelliten
- Alcomsat-1,  am 10. Dezember 2017 gestarteter Telekommunikationssatellit
- Alsat-1, am 28. November 2002 gestarteter Erdbeobachtungssatellit[4]
- Alsat-1B, am 25. September 2016 gestarteter Erdbeobachtungssatellit
- Alsat-1N, am 26. September 2016 gestarteter Experimentalsatellit
- Alsat-2A, am 12. Juli 2010 gestarteter Erdbeobachtungssatellit
- Alsat-2B, am 25. September 2016 gestarteter Erdbeobachtungssatellit